# Битва под Калязином
Битва под Калязином — сражение Смутного времени, в котором русское войско под предводительством князя Михаила Скопина-Шуйского одержало победу над польско-литовским войском гетмана Яна Сапеги, поддерживавшего Лжедмитрия II.

## Предыстория
Освободительный поход Скопина-Шуйского, выступившего с войском из Великого Новгорода в мае 1609 года, начался с победы над сторонниками самозванца в битве под Торопцем, спустя некоторое время отряды Лжедмитрия II потерпели поражение в битве под Торжком. За этим в июле последовало трёхдневное сражение за Тверь, а после её освобождения была форсирована Волга и армия Скопина-Шуйского подошла к Калязину. Здесь, у Троицкого Макарьева монастыря в течение двух последующих месяцев формировалась крупная армия, подкрепляющаяся ополчениями из Ярославля, Костромы, Углича, Кашина и других городов. Калязин стал на короткое время де-факто политическим центром Российского царства, где помимо формирования армии даже подписывались международные договоры с союзниками.

## Сражение
18 (28) августа войско Скопина-Шуйского было атаковано армией сторонников Лжедмитрия II, возглавляемой Яном Петром Сапегой. Гетман, осаждавший Троице-Сергиев монастырь, решил ликвидировать возрастающую угрозу, исходившую от Калязинского лагеря. Близ места впадения речки Жабни в Волгу завязалась жестокая сеча. Когда сапежинцы, перейдя Жабню через переправу, вошли в соприкосновение, русские стали отступать, а затем побежали, но не к переправе, а к заболоченному берегу в стороне от неё. Это отступление было военной хитростью. Оказавшись перед болотистым берегом Жабни, русские отряды расступились в обе стороны, а первые ряды тушинцев под напором следующих рядов были втиснуты в болото. Они начали давить друг друга, возникла паника. Русские же, сомкнув свои ряды с двух сторон, напали на сапежинцев и нанесли им ощутимый урон. Остатки передового отряда тушинцев бежали к расположению своего лагеря, а русские отряды ушли за Жабню в укреплённый острожек около переправы через Волгу.
Тушинцы, разъярённые неудачей передового отряда, двинулись на позиции русских, пытаясь выманить пехоту из городка в открытое поле, где их конница имела бы преимущество. Но Скопин-Шуйский избрал оборонительную тактику, отдав приказ не трогаться с места. Семь часов, изматываясь, сапежинцы безрезультатно бросались на приступ. Когда стали опускаться сумерки, князь Михаил решил, что пришла пора решительной контратаки. Русские ратники собрали все силы и двинулись вперёд. Уставшие тушинцы стали отступать за Жабню. Воодушевлённые ратники усилили напор, достигли обозов войска Сапеги и продолжали теснить их дальше. Сапежинцы не выдержали и побежали по дороге на Углич. Их преследовали на протяжении 15 вёрст, но с наступлением темноты русские отряды возвратились в калязинский лагерь. Литовские и казачьи полки Сапеги ушли к Троице-Сергиеву монастырю, а русское войско оставалось у Калязина ещё около месяца, продолжая наращивать свои силы.

## Последствия
Результат битвы позволил выслать отряды для освобождения крепости Белой, Старицы, Ржева и Дмитрова, а также начать наступление на Москву. Часть сил была направлена на поддержку Троице-Сергиева монастыря, что вынудило гетмана снять осаду и отступить, что и стало главным результатом Калязинской битвы.